# Herrschaft Talmont

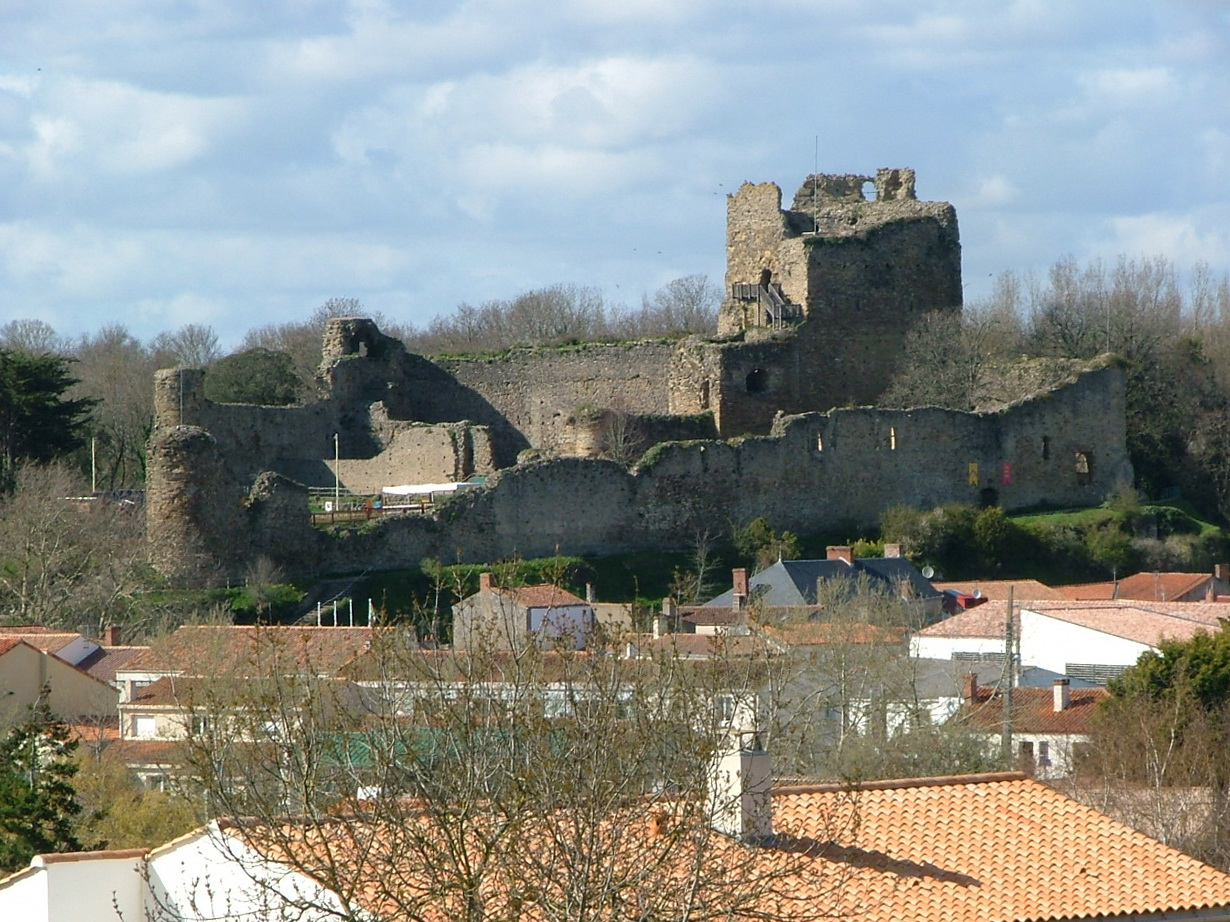
Die Burgruine überragt den alten, heute ausgetrockneten Hafen von Talmont.

Die Herrschaft Talmont war ein Lehen in der Region Bas-Poitou. Ihr Zentrum war die Burg Talmont in Talmont-Saint-Hilaire mit Einfluss auf einen Umkreis von ca. 15 km.
Jeder Herr von Talmont trug den Titel eines Prince de Talmont. Obwohl die Herrschaft nach der Französischen Revolution aufgelöst wurde, wurde der Titel weiter ehrenhalber getragen.

## Liste der Fürsten von Talmont

### Erste Fürsten von Talmont (v. 1020–1098)
- um 1020–1049: Guillaume le Chauve de Talmont, war der erste Fürst von Talmont; er begann um 1020 mit dem Bau der Burg Talmont und gründete um 1040/49 die Abtei Sainte-Croix de Talmont
- 1049–um 1058: Guillaume le Jeune de Talmont, Sohn von Guillaume le Chauve
- um 1058–um 1074: Cadelon, Ehemann von Asceline oder Agnes, der Schwester von Guillaume le Jeune; er ließ den Glockenturm mit Torbogen der Kirche verändern, um daraus die Grundlagen für den Donjon von Talmont zu machen
- um 1074–1078: Normand de Montrevault, der die Herrschaft als Ehemann von Ameline, der Tochter von Guillaume le Jeune, beanspruchte; dies führte zu diesem Zeitpunkt zu Erbschaftsproblemen, da Asceline noch lebte und ihre Söhne Wilhelm und Pippin sich Normands Ansprüchen widersetzten; Herzog Wilhelm VIII. von Aquitanien nutzte die Gelegenheit, um die Herrschaft zu übernehmen und ließ Normand die Herrschaft bis zu dessen Tod behielt; außerdem setzt er Airaud de Fabriciis und einen gewissen Pierre, den Sohn von Mainard, als verwaltende Wächter von Talmont ein
- 1078–1098: Pépin, Sohn von Cadelon.

### Familie Lezay (1098–1145)
- 1098–1112: Goscelin de Lezay
- ab 1112: Guillaume de Lezay
- 1138–1140: König Ludwig VII. und Hugues d'Apremont als gemeinsame Herren von Talmont

### Familie Mauléon (1145–1253)
- 1140–1179: Elbe de Mauléon, Ehemann von Eustachie de Lezay, der Tochter von Guillaume de Lezay, vielleicht gemeinsam mit Hugues d'Apremont
- 1180–1200: Raoul III. de Mauléon und Richard Löwenherz
- 1200–1214: Guillaume de Mauléon
- 1214–1233: Savary de Mauléon
- 1233–1245: König Ludwig IX., der das Poitou geerbt hatte
- 1245–1253: Raoul IV. de Mauléon, Sohn von Savary und Amable du Bois

### Haus Thouars (1253–1404)
- 1253–1258: Aimery IX. de Thouars, Vicomte de Thouars
- 1258–1268: Renaud I. de Thouars
- 1268–1308: Guy II. de Thouars
- 1308–1332: Jean I. de Thouars
- 1332–11. März 1334: Hugues II. de Thouars
- 11. März 1334–1370: Louis de Thouars
- 1370–1383: Isabeau d'Avaugour, Vicomtesse de Thouars
- 1383–1398: Tristan Rouault de Boisménard und Péronnelle de Thouars, Erbin der Vizegrafschaft
- 1398–1404: Marguerite de Thouars

### Haus Amboise (1404–1469)
- 1404–1422: Pierre II. d’Amboise, Vicomte de Thouars
- 1422–1469: Louis d’Amboise, Vicomte de Thouars
- 1470–1472: Ludwig XI., König von Frankreich
- 1472–1486: Philippe de Commynes, Herr von Argenton

### Haus La Trémoille (ab 1486)
- 1486–1525: Louis II. de La Trémoille, Vicomte de Thouars
- 1525–1542: François de La Trémoille, Vicomte de Thouars
- 1542–1577: Louis III. de La Trémoille, Herzog von Thouars
- 1577–1604: Claude de La Trémoille, Herzog von Thouars
- 1604–1674: Henri de La Trémoille, Herzog von Thouars
- 1674–1681: Louis Maurice de La Trémoille, Graf von Laval
- 1681–1683: Charles Belgique Hollande de La Trémoille, Herzog von Thouars
- 1683–1710: Frédéric-Guillaume de La Trémoille, Herzog von Châtellerault
- 1710–1713: Charles Louis Bretagne de La Trémoille, Herzog von Thouars
- 1713–1739: Frédéric-Guillaume de La Trémoille, Herzog von Châtellerault
- 1739–1759: Anne-Charles-Frédéric de La Trémoille, Herzog von Thouars
- 1759–1792: Jean Bretagne Charles de La Trémoille, Herzog von Thouars
- 1792–1794: Antoine-Philippe de La Trémoille, Graf von Laval und Baron von Vitré
- 1794–1815: Charles-Henri-Léopold de La Trémoille, letzter Prinz von Talmont, starb ohne Nachkommen